# Macrosetella gracilis
Macrosetella gracilis är en kräftdjursart som först beskrevs av James Dwight Dana 1847.  Macrosetella gracilis ingår i släktet Macrosetella och familjen Miraciidae. Inga underarter finns listade i Catalogue of Life.